# Municipio de Osage (condado de Labette)
El municipio de Osage (en inglés: Osage Township) es un municipio ubicado en el condado de Labette en el estado estadounidense de Kansas. En el año 2010 tenía una población de 848 habitantes y una densidad poblacional de 5,23 personas por km².

## Geografía
El municipio de Osage se encuentra ubicado en las coordenadas 37°19′26″N 95°27′15″O / 37.32389, -95.45417. Según la Oficina del Censo de los Estados Unidos, el municipio tiene una superficie total de 162.11 km², de la cual 157.08 km² corresponden a tierra firme y (3.1%) 5.03 km² es agua.

## Demografía
Según el censo de 2010, había 848 personas residiendo en el municipio de Osage. La densidad de población era de 5,23 hab./km². De los 848 habitantes, el municipio de Osage estaba compuesto por el 93.04% blancos, el 0.94% eran afroamericanos, el 1.3% eran amerindios, el 0.12% eran asiáticos, el 0.24% eran isleños del Pacífico, el 1.42% eran de otras razas y el 2.95% pertenecían a dos o más razas. Del total de la población el 3.54% eran hispanos o latinos de cualquier raza.